# یاژانبکا
یاژانبکا (به لاتین: Jarząbka) یک روستا در لهستان است که در گمینا وانسوو واقع شده‌است.